# بیل اروین (بازیگر، زاده ۱۹۵۰)
بیل اروین (انگلیسی: Bill Irwin؛ زادهٔ ۱۱ آوریل ۱۹۵۰) بازیگر، دلقک و کمدین اهل ایالات متحده آمریکا است. وی از سال ۱۹۷۴ میلادی تاکنون مشغول فعالیت بوده‌است.
از فیلم‌هایی که وی در آن نقش داشته است، می‌توان به ریچل ازدواج می‌کند، در میان ستارگان، چگونه گرینچ کریسمس را دزدید، ایگبی به پایین می‌رود، بهشت آبی من، هشت مرد بیرونی، ایلومیناتا، جزر و مد، پروژه لارامی و پدران جایگزین اشاره کرد.